# Qualificazioni al campionato mondiale di calcio 1970 - CONMEBOL
Sono elencate di seguito le date e i risultati della zona sudamericana (CONMEBOL) per le qualificazioni al mondiale di calcio del 1970.

## Formula
10 membri FIFA: 3 posti per la fase finale. 10 squadre, divise in 3 gruppi (due di tre squadre e uno di quattro squadre), giocano partite di andata e ritorno. La vincente si qualifica alla fase finale.

## Gruppo 1

### Classifica
| Pos. | Squadra   | Pt | G | V | N | P | GF | GS | DR |
| ---- | --------- | -- | - | - | - | - | -- | -- | -- |
| 1.   | Perù      | 5  | 4 | 2 | 1 | 1 | 7  | 4  | +3 |
| 2.   | Bolivia   | 4  | 4 | 2 | 0 | 2 | 5  | 6  | -1 |
| 3.   | Argentina | 3  | 4 | 1 | 1 | 2 | 4  | 6  | -2 |

Legenda:

         Qualificato direttamente al campionato del mondo 1970.
Note:
Due punti a vittoria, uno a pareggio, zero a sconfitta.
Perù qualificato.

### Risultati
| Arbitro: | Sosa Miranda |

|                                    |           |              |
| J. Díaz 18’ Blacut 51’ Álvarez 70’ | Marcatori | 43’ Tarabini |

| Arbitro: | Moraes |

|          |           |  |
| León 52’ | Marcatori |  |

| Arbitro: | Chechelev |

|                                  |           |            |
| Álvarez 69’ Chumpitaz 80’ (aut.) | Marcatori | 51’ Challe |

| Arbitro: | Velásquez |

|                                              |           |  |
| Cubillas 36’ Cruzado 40’ (rig.) Gallardo 58’ | Marcatori |  |

| Arbitro: | Peña Rocha |

|                     |           |  |
| Albrecht 51’ (rig.) | Marcatori |  |

| Arbitro: | Hormazábal |

|                               |           |                 |
| Albrecht 80’ (rig.) Rendo 85’ | Marcatori | 70’ 81’ Ramírez |

## Gruppo 2

### Classifica
| Pos. | Squadra   | Pt | G | V | N | P | GF | GS | DR  |
| ---- | --------- | -- | - | - | - | - | -- | -- | --- |
| 1.   | Brasile   | 12 | 6 | 6 | 0 | 0 | 23 | 2  | +21 |
| 2.   | Paraguay  | 8  | 6 | 4 | 0 | 2 | 6  | 5  | +1  |
| 3.   | Colombia  | 3  | 6 | 1 | 1 | 4 | 7  | 12 | -5  |
| 4.   | Venezuela | 1  | 6 | 0 | 1 | 5 | 1  | 18 | -17 |

Legenda:

         Qualificato direttamente al campionato del mondo 1970.
Note:
Due punti a vittoria, uno a pareggio, zero a sconfitta.
Brasile qualificato.

### Risultati
| Arbitro: | Torres |

|                                        |           |  |
| J. González 32’ 56’ Segrera 76’ (rig.) | Marcatori |  |

| Arbitro: | Ortubé |

|                |           |            |
| L. Mendoza 55’ | Marcatori | 61’ Tamayo |

| Arbitro: | Tejada |

|  |           |                |
|  | Marcatori | 37’ 44’ Tostão |

| Arbitro: | Palacios |

|  |           |                    |
|  | Marcatori | 38’ Rojas 53’ Sosa |

| Arbitro: | Pedraza |

|  |           |              |
|  | Marcatori | 57’ Martínez |

| Arbitro: | Rendón |

|  |           |                                 |
|  | Marcatori | 60’ 73’ 76’ Tostão 71’ 78’ Pelé |

| Arbitro: | Massaro |

|  |           |                                             |
|  | Marcatori | 70’ (aut.) V. Mendoza 81’ Jairzinho 90’ Edu |

| Arbitro: | Comesaña |

|                                                            |           |                      |
| Tostão 17’ 41’ Edu 47’ Pelé 60’ Rivelino 86’ Jairzinho 87’ | Marcatori | 20’ Mesa 89’ Ramírez |

| Arbitro: | Otero |

|             |           |  |
| Giménez 11’ | Marcatori |  |

| Arbitro: | Ortubé |

|                                              |           |  |
| Tostão 3’ 22’ 24’ Jairzinho 30’ Pelé 45’ 69’ | Marcatori |  |

| Arbitro: | Pestarino |

|               |           |                    |
| Arrúa 38’ 49’ | Marcatori | 83’ (rig.) Segrera |

| Arbitro: | Barreto |

|          |           |  |
| Pelé 68’ | Marcatori |  |

## Gruppo 3

### Classifica
| Pos. | Squadra | Pt | G | V | N | P | GF | GS | DR |
| ---- | ------- | -- | - | - | - | - | -- | -- | -- |
| 1.   | Uruguay | 7  | 4 | 3 | 1 | 0 | 5  | 0  | +5 |
| 2.   | Cile    | 4  | 4 | 1 | 2 | 1 | 5  | 4  | +1 |
| 3.   | Ecuador | 1  | 4 | 0 | 1 | 3 | 2  | 8  | -6 |

Legenda:

         Qualificato direttamente al campionato del mondo 1970.
Note:
Due punti a vittoria, uno a pareggio, zero a sconfitta.
Uruguay qualificato.

### Risultati
| Arbitro: | Arppi Filho |

|  |           |                      |
|  | Marcatori | 42’ Bareño 60’ Zubía |

| Santiago del Cile 13 luglio 1969 | Cile      | 0 – 0 referto | Uruguay | Estadio Nacional (68.882 spett.)\| Arbitro: \| Bossolino \| |
| Arbitro:                         | Bossolino |               |         |                                                             |

| Arbitro: | Osorio |

|             |           |  |
| Ancheta 76’ | Marcatori |  |

| Arbitro: | Velásquez |

|                                 |           |            |
| Olivares 55’ 77’ Valdés 63’ 84’ | Marcatori | 88’ Macías |

| Arbitro: | Rivero |

|               |           |              |
| Rodríguez 10’ | Marcatori | 58’ Olivares |

| Arbitro: | Marques |

|                      |           |  |
| Cortés 44’ Rocha 90’ | Marcatori |  |

## Statistiche

### Primati
- Maggior numero di vittorie: Brasile (6)
- Minor numero di sconfitte: Brasile (0)
- Miglior attacco: Brasile (23 reti fatte)
- Miglior difesa: Uruguay (0 reti subite)
- Miglior differenza reti: Brasile (+21)
- Maggior numero di pareggi: Cile (2)
- Minor numero di vittorie: Ecuador, Venezuela (0)
- Maggior numero di sconfitte: Venezuela (5)
- Peggiore attacco: Venezuela (1 rete fatta)
- Peggior difesa: Venezuela (18 reti subite)
- Peggior differenza reti: Venezuela (-17)
- Partita con più reti: Brasile-Colombia 6-2

### Classifica marcatori
10 gol
- Tostão

6 gol
- Pelé

3 gol
- Jairzinho
- Adolfo Olivares

2 gol
- Rafael Albrecht
- Raúl Álvarez
- Edu
- Francisco Valdés
- Jorge Gallego
- Jorge Antonio González
- Orlando Mesa
- Hermenegildo Segrera
- Saturnino Arrúa
- Oswaldo Ramírez

1 gol
- Alberto Rendo
- Aníbal Tarabini
- Ramiro Blacut
- Juan Américo Díaz
- Rivelino
- Javier Tamayo
- Luciano Macías
- Tom Rodríguez

1 gol (cont.)
- Lorenzo Giménez
- Aurelio Martínez
- Juan Carlos Rojas
- Alcides Sosa
- Roberto Challe
- Luis Cruzado
- Teófilo Cubillas
- Alberto Gallardo
- Pedro Pablo León
- Atilio Ancheta
- Rúben Bareño
- Julio César Cortés
- Pedro Rocha
- Oscar Zubía
- Luis Mendoza

Autogol
- Valentín Mendoza (pro Brasile)
- Héctor Chumpitaz (pro Bolivia)